# 메리 프란

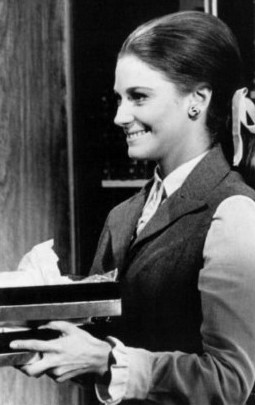

메리 프란(Mary Frann, 1943년 2월 27일 ~ 1998년 9월 23일)은 미국의 배우, 모델, 연극 배우, 텔레비전 배우, 영화배우이다.
세인트루이스에서 태어났으며 베벌리힐스에서 사망하였다. 사인은 심근 경색이다.

## 방송
- 우리 생애 나날들